# Gabriel-Charles Deneux
Gabriel-Charles Deneux ou Déneux, né le 8 septembre 1856 à Paris et mort dans la même ville le 8 novembre 1943, est un peintre français.

## Biographie
Gabriel-Charles Deneux entre à l'École des beaux-arts de Paris ou il est élève de Jean-Léon Gérôme et d'Alexandre Cabanel. Il voyage en Grèce et en Sicile à la recherche d'anciennes techniques picturales à l'encaustique et à l'œuf.
Il expose au Salon à partir de 1880.
Membre du Salon d'hiver et de la Société nationale des beaux-arts, on lui doit de nombreux portraits (Madame Nina Pack, de l'Opéra, Mlle Alice Berthier, des Variétés) ainsi que des scènes de genre et des sujets orientalistes (Le Pardon de Notre-Dame de la Clarté, Le Feu du pardon, Salammbô ou encore des peintures murales à l'encaustique à l’École coloniale, au Palais d'hiver d'Alger, à l'église de Tlemcen et, entre autres, à l'hôtel du comte d'Aulan. 
Il est le beau-père du résistant René Quenouille (1884-1945).

## Œuvres

### Peintures
- Chambéry, musée des Beaux-Arts : Batteur de beurre à Pont-Aven, 1885[4].
- Paris, musée d'Orsay :
  - Entrée du tombeau du marabout Ben Hamsen à Tlemcen, 1898[5],
  - Fondouk à Tlemcen, 1900[6].
  - L'Heure de la sieste à Tlemcen[7].
- Vitré, musée du château de Vitré : Le Marché du Beylick à Tlemcen[8].
- Localisation inconnue : Enterrement de jeune fille, 1887[2].

### Publications
- Une peinture inaltérable, 1890.

Œuvres de Gabriel-Charles Déneux
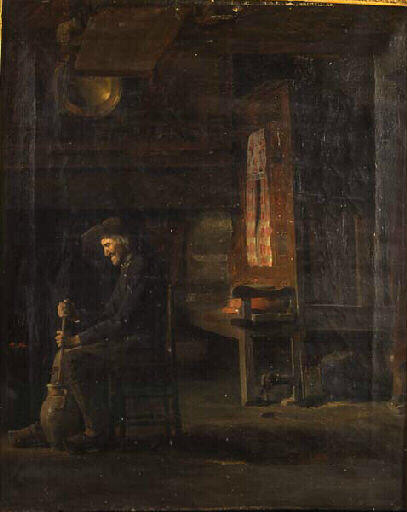
Batteur de beurre à Pont-Aven, 1885, musée des Beaux-Arts de Chambéry.
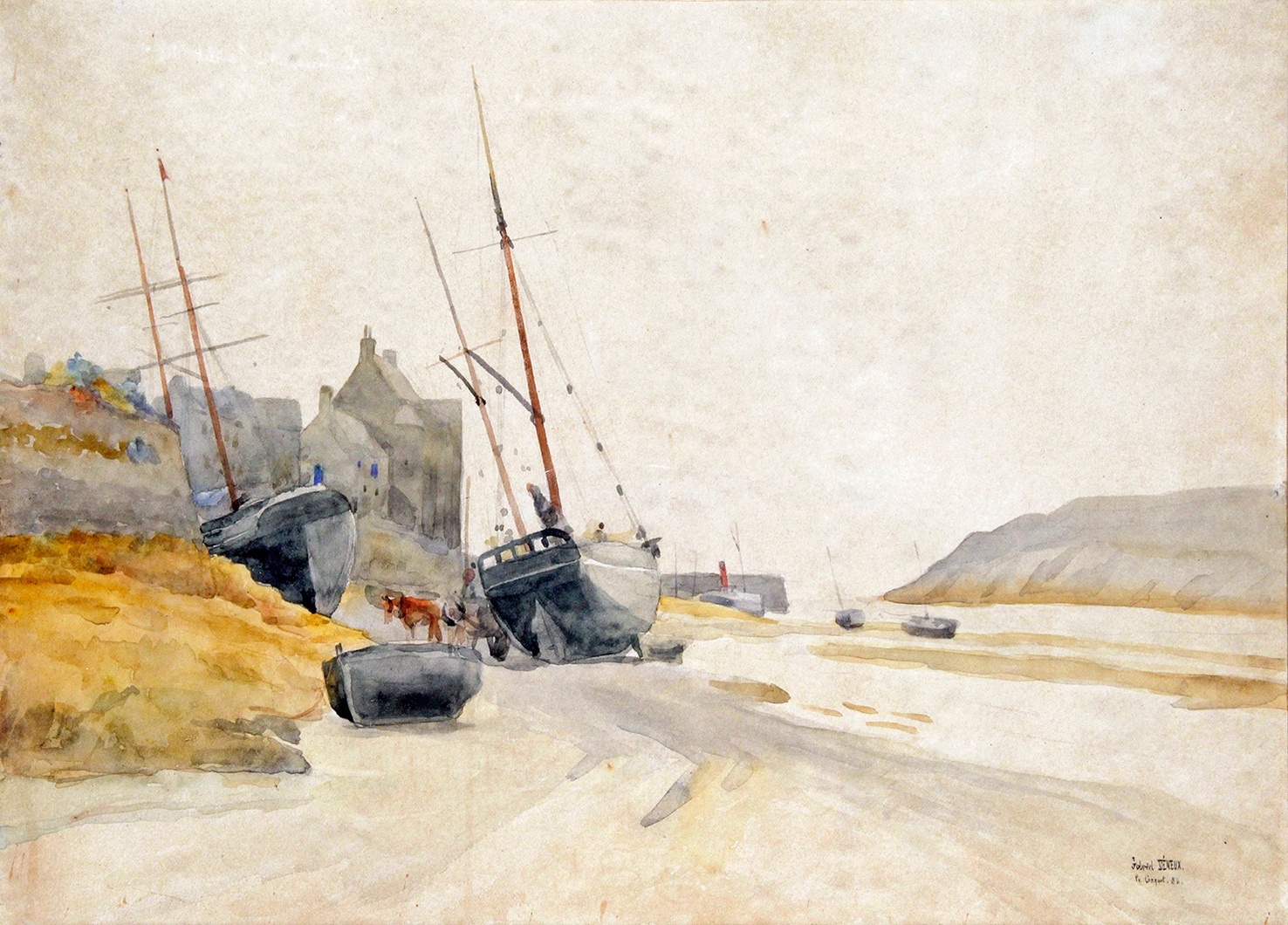
Marée basse au Conquet, 1888, localisation inconnue.
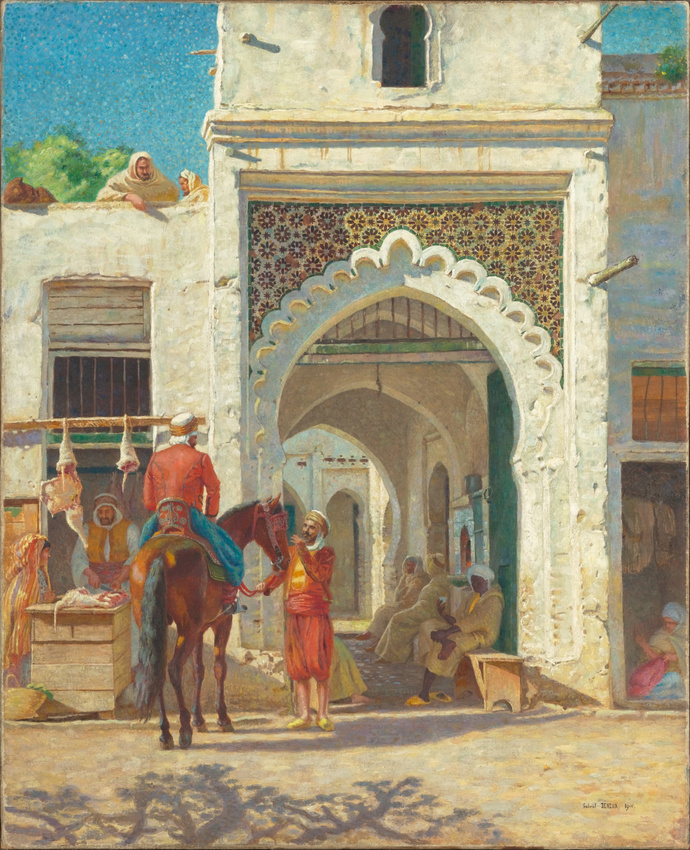
Fondouk à Tlemcen, 1900, Paris, musée d'Orsay.
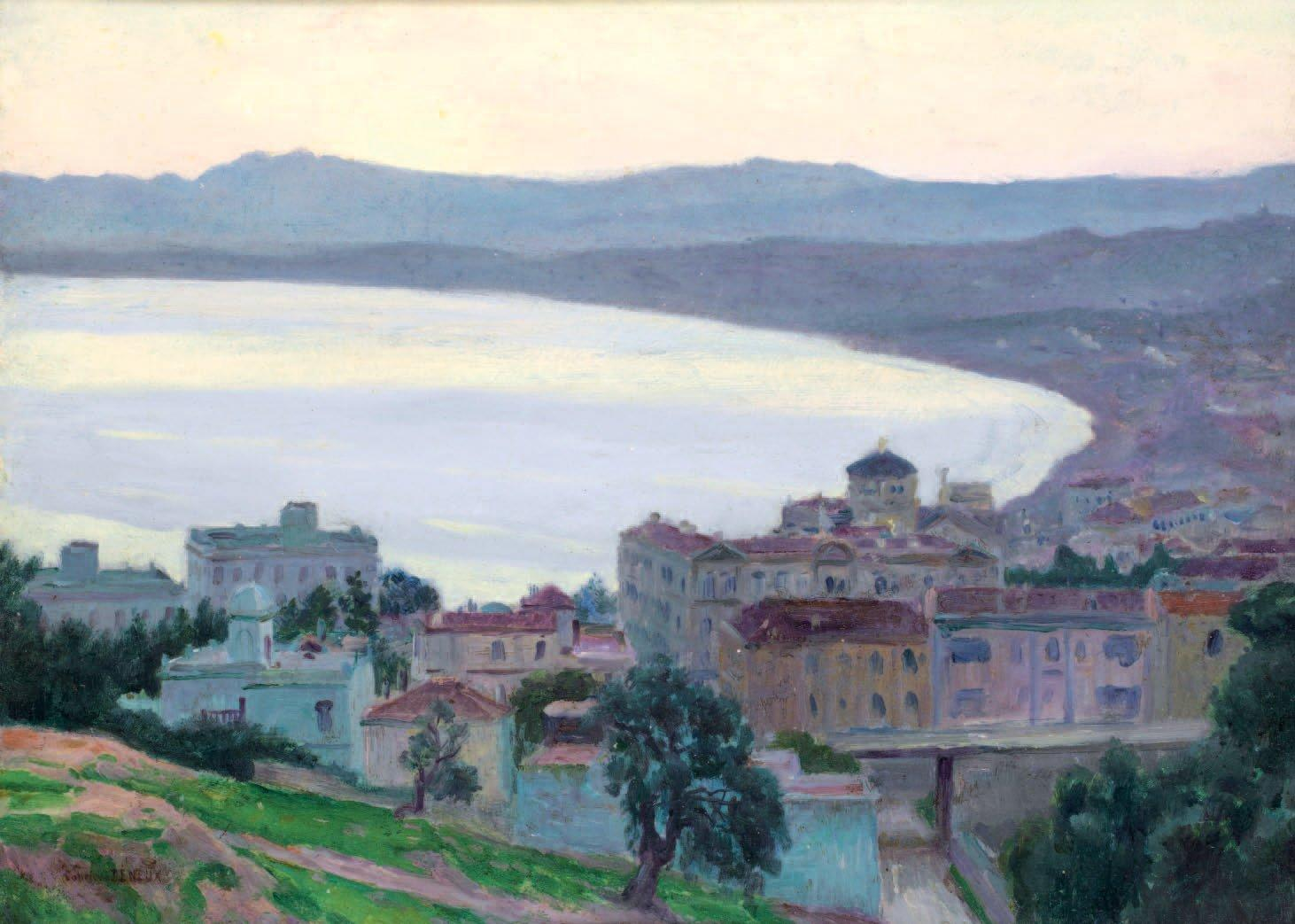
La Rade d'Alger vue de Mustapha Supérieur. Mustapha Alger, vers 1900, localisation inconnue.
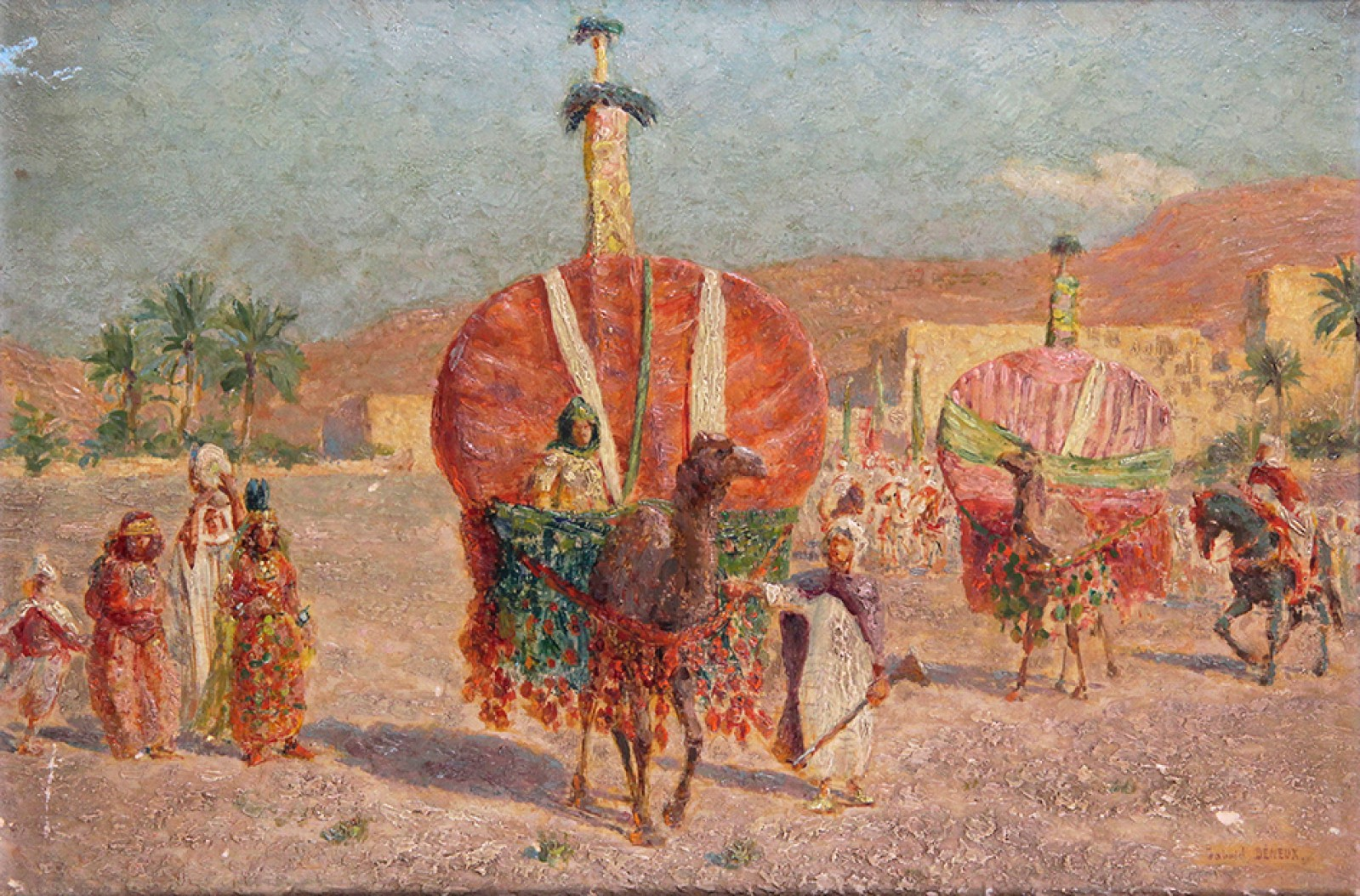
Le Départ de la caravane, vers 1900, localisation inconnue.
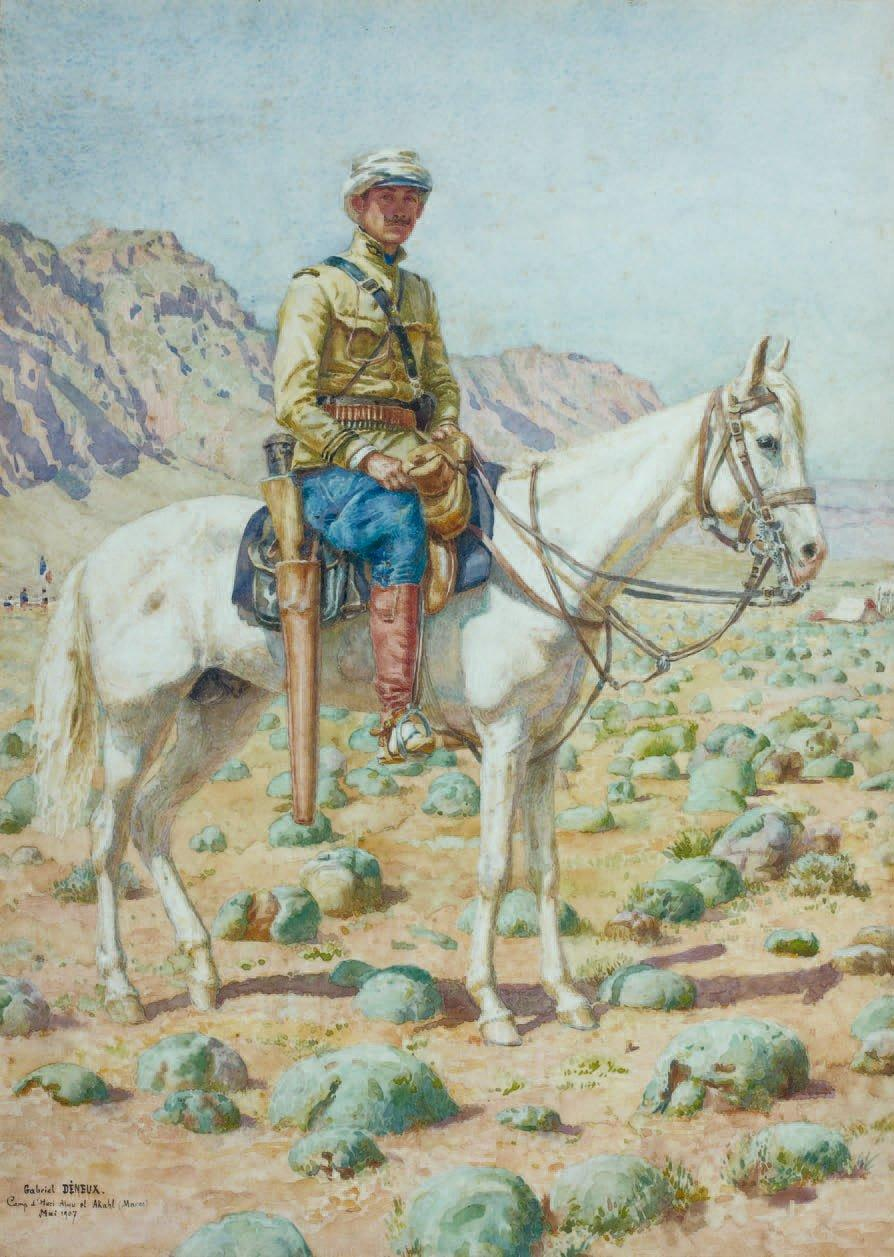
Cavalier au Maroc  Camp d'Haci Abou el Akahl, 1907, localisation inconnue.
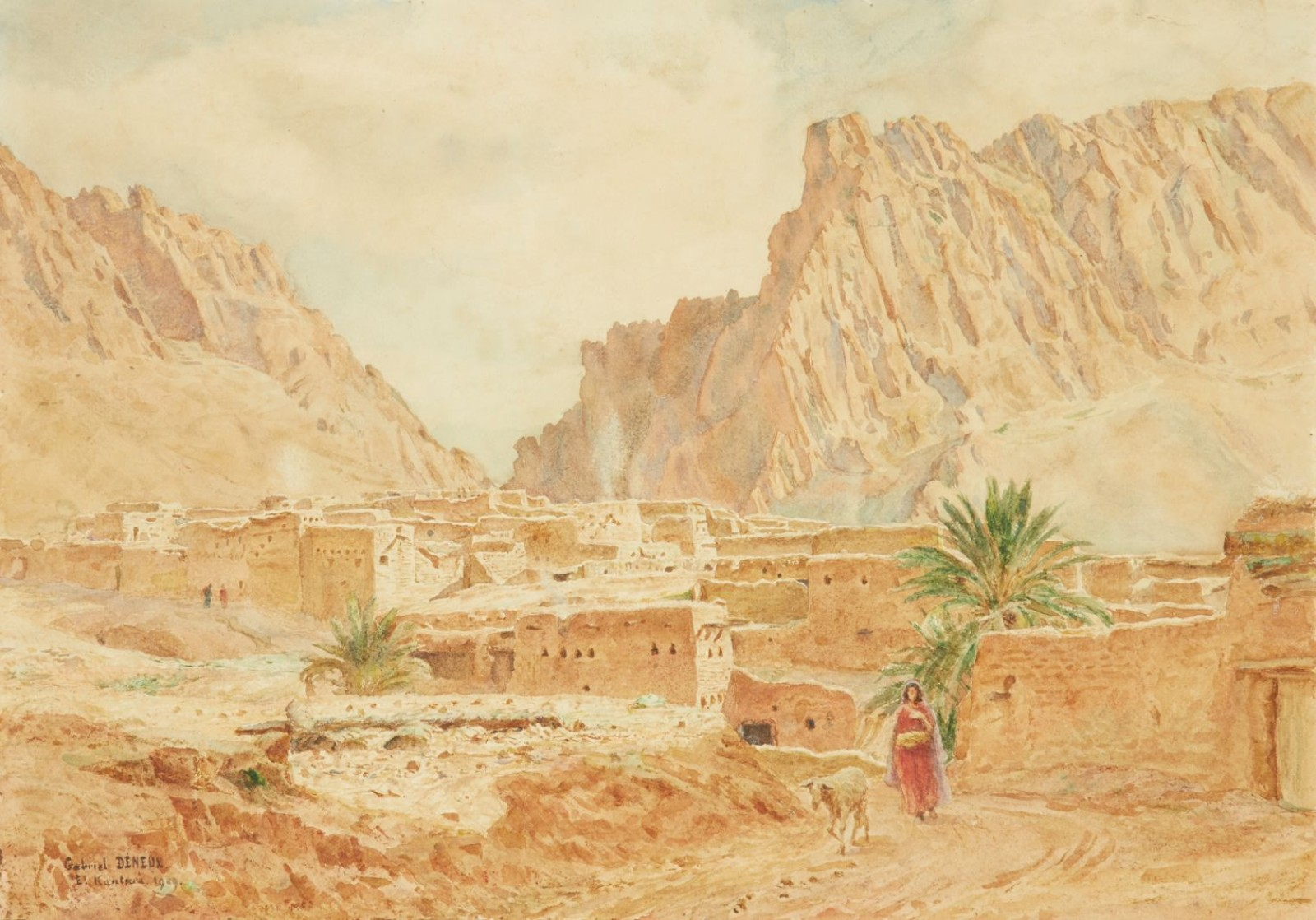
El Kantara, 1909, localisation inconnue.